# 西螺福興宮
西螺福興宮，是位於臺灣雲林縣西螺鎮福興里的媽祖廟，清康熙56年(1717)來台，於螺陽(西螺)安奉祭祀，已有三百多年歷史，因福興宮媽祖有求必應、有其必安，故其媽祖尊稱為「西螺媽祖太平媽」，在地人稱「西螺媽祖宮、舊街廟、太平媽、媽祖宮」。

## 沿革
康熙五十六年（1717），福建湧泉寺法號明海之僧人，由湄洲供奉媽祖神像來台，後於雍正元年（1723）建廟於西螺。清乾隆三年（1770）經西螺仕紳協議，奉神旨將舊廟拆除，遷建新殿宇於大街。清嘉慶五年（1800），決定鳩資重修，並擴大規模為二進，中座前後及左右廊共十六間，前祀聖母後奉觀音。同治八年（1869）農曆八月由五品銜布政司理問廖振元及五品職員廖輝煌主持重修。同治十三年（1874）農曆十二月重修完竣。光緒元年（1875）西螺保番仔庄及布嶼保八大社因鼎力修復福興宮。明治四十一年（1908），後殿年久失修，仕紳廖本源、廖一枝及李品三聯名向臺灣總督府稟請重修，捐修工程於翌年完竣。民國五十年（1961）地方仕紳組成「福興宮修建委員會」，同年十一月廿七日由縣長林金生主持動土，正式宣告舊廟拆除。修建工程歷經二十年，終於在民國七十一年（1982）重修完工。

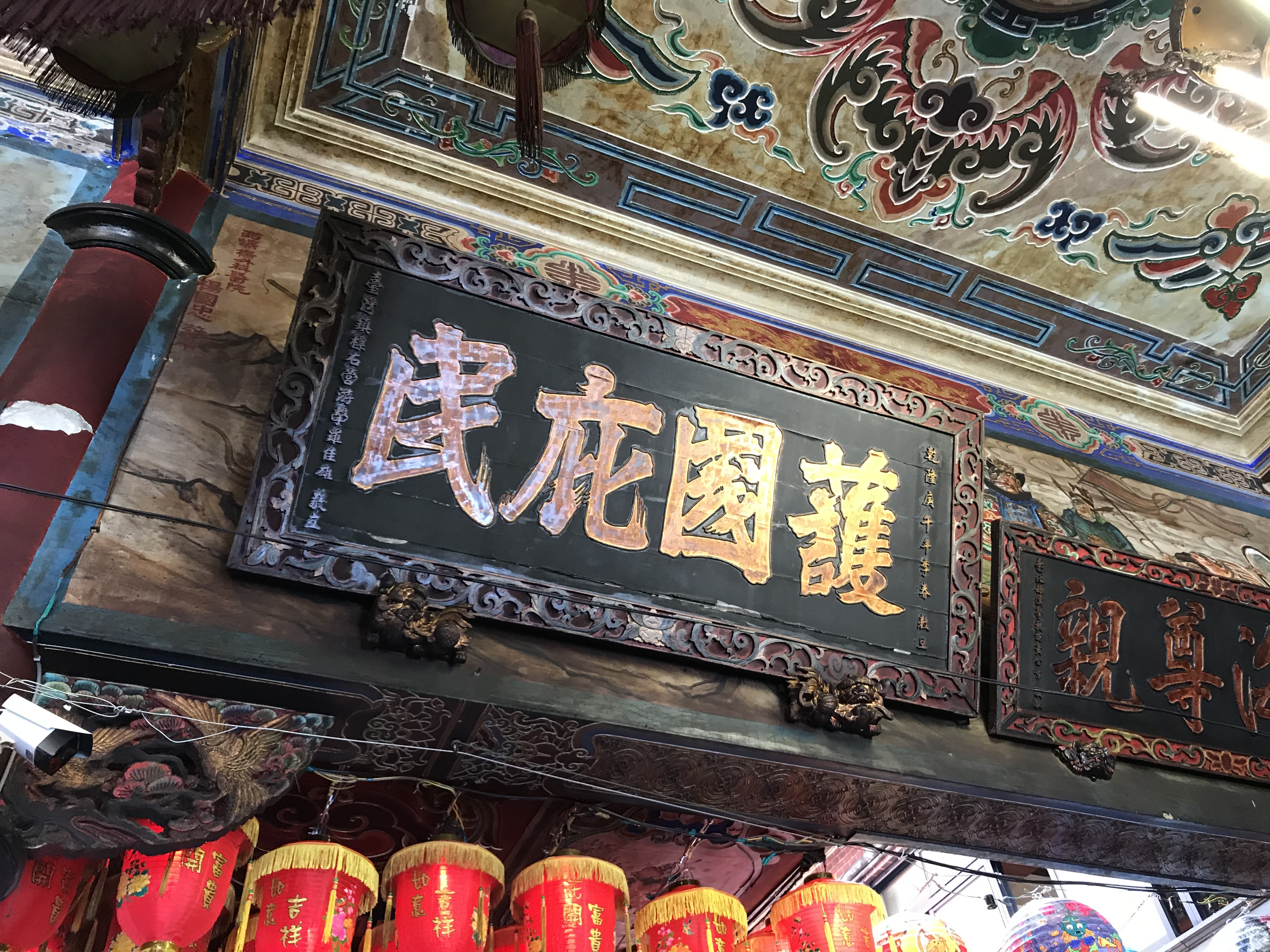
乾隆「護國庇民」匾

同治元年（1862年）地震，廟身受損。同年戴潮春事件爆發，西螺發生廖、李、鐘姓三姓械鬥，至同治三年（1864年）廖談投降，其妾蔡邁娘憤而率人燒毀西螺街。同治十三年（1874年）整修，耗資一千七百八十五大元。
1920年10月1日，臺灣總督府實施臺灣街庄制，新街庄併入西螺街，因此位在新街的西螺廣福宮納入西螺，西螺街就成為一街兩媽祖廟。戰後西螺福興宮地址為西螺鎮延平路180號，屬福興里。這兩座媽祖廟相距不過幾條街，曾不相往來近二十年，直到2016年7月22日破冰。
1962年整修。今留有乾隆庚寅年（1770年）「莫不尊親」匾額、同治八年的龍柱、許報錄畫作等。原先廟前一對青光石石獅，在1989年遭竊。
2020年3月3日，再以兩年時間整修。

## 祭祀

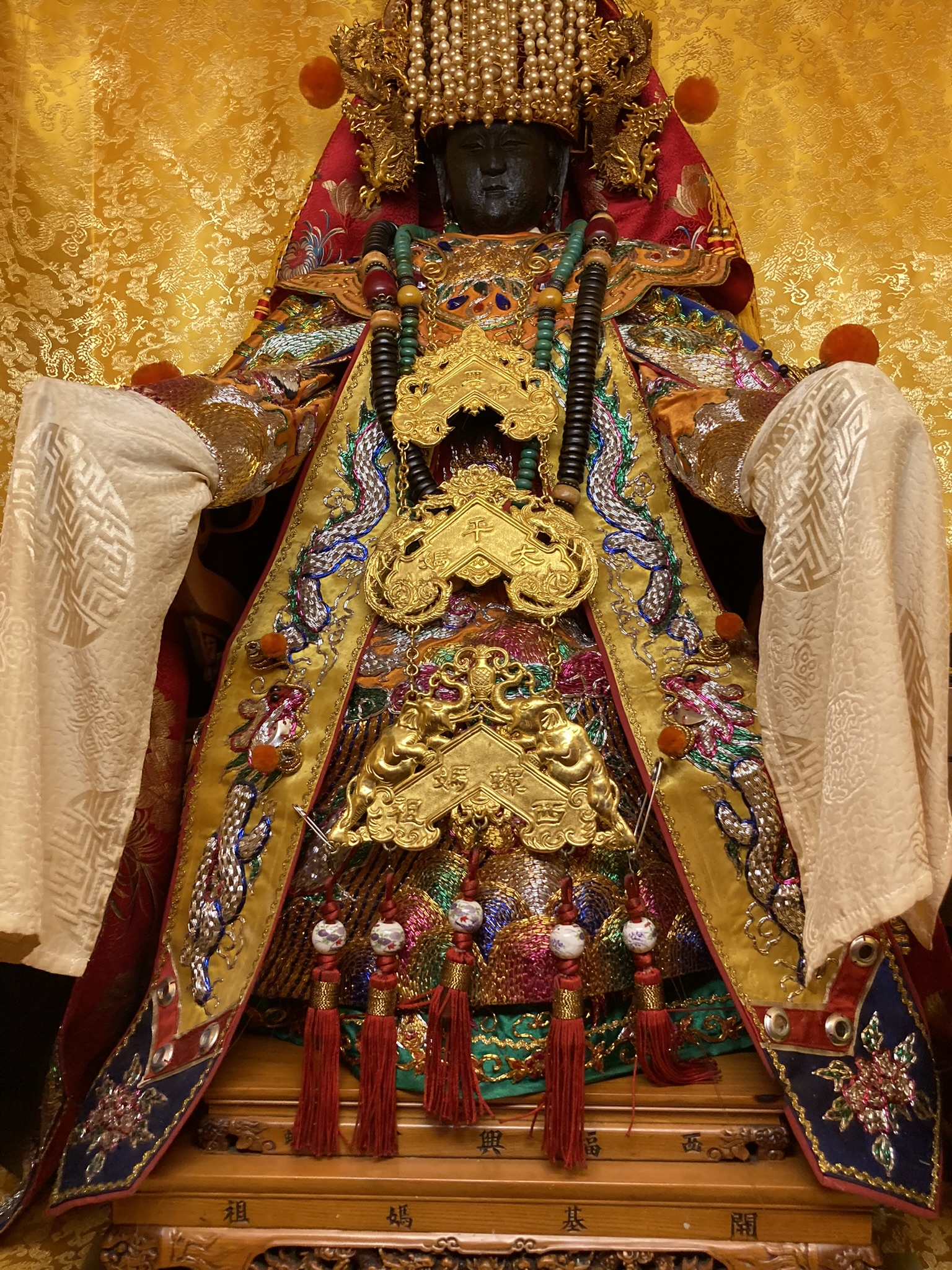
西螺福興宮開基媽祖乘坐鑾轎前往大甲鎮瀾宮鑑醮

- 聖母殿祀天上聖母、中壇元帥、虎爺、千里眼與順風耳將軍、宮娥

- 觀音殿奉觀音佛祖（原西螺觀音亭）、虎爺、註生娘娘、伽藍爺、十八羅漢、準提菩薩、監齋菩薩、善才、蓮女、韋馱尊者、伽藍尊者

- 神農殿奉神農大帝、開臺聖王

- 文昌殿奉文昌帝君、天聾、地啞、梓潼帝君、孚佑帝君、文衡聖帝、朱衣神君、魁斗星君

- 財神殿奉文財神、武財神

- 福德殿奉福德正神、招財童子、進寶童子

- 太歲殿奉斗姥元君、六十甲子太歲星君

- 元辰殿奉南斗星君、北斗星君

- 三官殿奉三官大帝

- 釋迦佛祖殿奉釋迦佛祖、釋迦牟尼佛、藥師佛、阿彌陀佛、文殊菩薩、普賢菩薩、韋馱尊者、伽藍尊者

- 聖父母殿奉積慶公（媽祖聖父）、積慶夫人（媽祖聖母）

- 祿位廳

從同治十四年（1875年）起，每年農曆正月初五，以當初捐款修福興宮最多的莿桐鄉義和村番仔庄為「頭香」、二崙、崙背一帶布嶼堡內新庄仔等庄為「貳香」，請廣福宮西螺老大媽、福興宮太平媽及神農大帝等諸神回庄遶境，至正月初七請回。崙背、二崙等庄頭請媽祖的習俗起源時間不明，同特色是其開墾祖先都姓鍾，應是鍾姓族群彼此相互連繫的一項廟會。
農曆九月中旬，福興宮太平媽祖會以十六天繞境會香濁水溪兩岸，範圍包含彰化、雲林十五鄉鎮。舉辦名為「螺陽迎太平」宗教慶典，活動劃分兩大架構，第一，「西螺媽祖遶境大會香」：媽祖出巡遶境濁水溪流域南、北兩岸以宣傳太平媽信仰，第二，「西螺太平媽祖文化祭」：屬於宗教文化創意產業，由兩項支架「宗教文化創意活動」與「宗教文化創意商品」組織而成。經過多年的發展，塑造西螺太平媽之宗教品牌。
福興宮是大甲媽祖遶境進香進入雲林後休息的第一站，也是大甲媽會來回駐駕的唯一廟宇。但一次福興宮董事廖清峰半夜開車路經大甲時油料耗盡，在大甲到處求援但未獲理會，憤感福興宮每年均熱情接待大甲媽祖，竟受如此冷漠，因此福興宮乃決議不再接待大甲媽祖信徒，此項決議形成大甲媽祖遶境抵達西螺前夕，隨香信眾會將手中的香火熄掉，且返回大甲時也將休息地改在彰化北斗鎮，重修和好後，福興宮保有一尊大甲的粉面媽祖作為紀念。

## 螺陽迎太平-西螺媽祖遶境大會香
西螺太平媽祖文化祭－「螺陽迎太平」遶境活動，始於清末年間，範圍以當時「螺陽」地區為主。「螺陽」一詞中，「螺」指的是螺溪，也就是古時虎尾溪的舊稱；山南水北稱為「陽」。因此「螺陽」泛指虎尾溪以北的區域。在清康熙卅三年（1694）漢人向官方申請開墾的文書中大致勾勒出「螺陽」的範圍，為虎尾溪以北至東螺溪以南的範圍。到清乾隆年間的螺陽，幅員東至水沙連（南投）交界，西至海豐港的範圍。
「螺陽迎太平」遶境活動，主要舉辦在秋收季節進行，讓境內農民可以謝神、求平安及保佑來年豐收，在務農的社會中亦配合秋收農閒的時間。此遶境之習俗始於清末年間且年年出巡，巡狩轄域西螺堡內五十三庄，即今之西螺鎮、溪州鄉、莿桐鄉、林內鄉、崙背鄉、二崙鄉、虎尾鎮、斗六市等鄉鎮，是地方信仰中心。延續至日治後期，日本總督府推行皇民化運動，禁止臺灣民間宗教活動而中斷。戰後又受限政府頒布戒嚴，以及西螺福興宮戰後的修廟等因素而中斷暫緩。
直至民國九十三年（2004）西螺福興宮董事長楊文鐘率領全體董監事，於太平媽祖聖前焚香祝禱敬呈稟文，祈稟舉辦遶境事宜。獲得太平媽祖「聖桮」的聖允辦理出巡遶境，並遵循先人傳統「東邊看到山、西邊看到海」巡遶境轄區舊西螺堡範圍，路線橫跨雲彰兩縣。民國一零三年（2014）增加至跨越濁水溪兩岸共十四個鄉鎮市，路線依序為西螺、溪州、埤頭、竹塘、北斗、二水、林內、莿桐、斗六、虎尾、土庫、麥寮、崙背、二崙再回到西螺，民國一零八年（2019）遶境會香時間長達十六天行經十五個鄉鎮，新增田中鎮，近三百座宮廟，並加入各種表演活動吸引上萬人次信徒參與，成為當地年度盛事。

## 外部連結
- 財團法人雲林縣西螺福興宮｜西螺媽祖太平媽 （页面存档备份，存于）

- 西螺福興宮的Facebook專頁